# غرانت جيلمور
غرانت جيلمور (بالإنجليزية: Grant Gilmore)‏ هو كاتب أمريكي، ولد في 1910 في بوسطن في الولايات المتحدة، وتوفي في 1 مايو 1982 في نورويتش في الولايات المتحدة.